# La Douleur d'aimer
Pour les articles homonymes, voir Douleur (homonymie).
Albums de Gilles Servat
Je ne hurlerai pas avec les loups
(1982) Mad in Sérénité
(1988)
La Douleur d’aimer est le dixième album studio de Gilles Servat, paru en 1985 chez Pluriel. 

## Titres de l'album
1. La douleur d'aimer (Gilles  Servat)
2. Les aventures de Nony Mandco 1 (Gilles  Servat)
3. C'est l'hiver en mon jardin (Gilles  Servat) - 2:39
4. L'orme qui meurt (Gilles  Servat) - 3:16
5. Les aventures de Nony Mandco 2 (Gilles  Servat)
6. Aux esprits de la nature (Gilles  Servat) - 1:22
7. Quand ton pied va frôlant la terre (Gilles  Servat) - 2 :58
8. Les aventures de Nony Mandco 3 (Gilles  Servat)
9. Ar Rosenn hag al Lili (Gilles  Servat)
10. La ballade de la centrale (Gilles  Servat) - 2:29
11. Ces soirs trop beaux (Gilles  Servat)  - 4:02
12. De soleil et d'air bleu (Gilles  Servat) - 2:20